# Latidorsum
Latidorsum is een geslacht van wantsen uit de familie van de Tingidae (Netwantsen). Het geslacht werd voor het eerst wetenschappelijk beschreven door  in .

## Soorten
Het genus bevat de volgende soort:

- Latidorsum carinbifarium Wang, Tang & Yao, 2021